# Bajina Bašta
Bajina Bašta (em cirílico: Бајина Башта) é uma vila da Sérvia localizada no município de Bajina Bašta, pertencente ao distrito de Zlatibor, na região de Stari Vlah. A sua população era de 9 133 habitantes segundo o censo de 2011.

## Demografia
| 1948  | 1953  | 1961  | 1971  | 1981  | 1991  | 2002  | 2011  |
| ----- | ----- | ----- | ----- | ----- | ----- | ----- | ----- |
| 1 222 | 1 638 | 1 394 | 3 961 | 6 284 | 8 555 | 9 543 | 9 133 |